# Зернистый древолаз
Зернистый древолаз (лат. Oophaga granulifera) — амфибия рода Oophaga семейства древолазов (Dendrobatidae).
При описании вид был отнесён к роду Dendrobates. К роду Oophaga вид был отнесён в 2006 году. Затем обратно к Dendrobates в 2009 году. В 2011 году род Dendrobates был разделён на 7 родов, в том числе Oophaga.

## Описание
Длина тела — 18—22 мм. Кожа зернистая. Типичный цвет спины и плеч — ярко-оранжевый. Живот, предплечья и задние ноги — зелёного или сине-зелёного цвета. Горловой мешок самца чёрный. Морда округлая при взгляде сверху на всех стадиях развития. Ноздри направлены в стороны.
Брачные крики самцов в различных регионах различаются.
Головастики развиваются в пазухах листьев поодиночке. Средний объём воды, необходимый каждому головастику — 2,4 мл. Самка посещает бассейны с головастиками и откладывает неоплодотворённые яйца для питания потомства. Развитие головастика в природе занимает около 80 дней.
Половая зрелость наступает в возрасте 1—1,5 года. Продолжительность жизни — 6 лет.

## Распространение
Вид распространён на юго-западе Коста-Рики и Панамы на высоте 20—100 м над уровнем моря и на площади менее 20 000 км². Не встречается за пределами тропического леса. Во время сухого сезона (с января по апрель) практически не встречаются.